# دیوانه‌وار (فیلم ۱۹۸۸)
دیوانه‌وار (به انگلیسی: Frantic) فیلمی در ژانر جنایی، معمایی و مهیج به کارگردانی رومن پولانسکی محصول سال ۱۹۸۸ است. از بازیگران آن می‌توان به هریسون فورد اشاره کرد.

## موضوع فیلم
دکتر ریچارد واکر (هریسون فورد) یک جراح است که به همراه همسرش سوندرا (بتی باکلی) به پاریس برای یک کنفرانس پزشکی می‌رود. در هتل زن او قادر به بازکردن چمدان خودش نیست و واکر می‌فهمد که در فرودگاه آن را اشتباه برداشته است. در حالی که واکر در حال دوش گرفتن است، سوندرا یک تماس تلفنی دریافت می‌کند که واکر نمی‌تواند آن را بشنود و ساندرا به طرز مرموزی از اتاق هتل ناپدید می‌شود.
واکر با کمک یک کارمند مؤدب اما عمدتاً بی‌تفاوت همسر خود را در هتل جستجو می‌کند. سپس او به بیرون می‌رود تا با خودش خلوت کند. یک مرد مست او را در یک کافه می‌بیند و می‌گوید که وی سوندرا را در کوچه مجاور دیده که به اجبار سوار یک ماشین می‌شده‌است. واکر دچار تردید است، تا اینکه دستبند شناسه همسر خود را روی تخته سنگهای سنگی پیدا می‌کند. او با پلیس پاریس و سفارت آمریکا تماس می‌گیرد، اما پاسخ آنها بوروکراسی است و امیدی نیست که کسی زحمت جستجوی او را داشته باشد. در حالی که واکر خودش به جستجو می‌پردازد (صرفاً نگرانی دلسوزانه از کارکنان هتل)، او به محلی که یک قتل در آن انجام گرفته می‌رود و در آنجا با میشل جوان (که چمدان همسر واکر را برای خودش در فرودگاه اشتباه برداشته بود) برخورد می‌کند. او می‌فهمد که میشل قاچاقچی مواد مخدر حرفه ای است، اما اهمیتی نمی‌دهد یا نمی‌داند او برای کدام نمایندگی‌ها یا برخی از افراد سایه دار کار کرده‌است. میشل با اکراه در تلاش ناخوشایند خود به واکر کمک می‌کند تا یاد بگیرد که چه چیزی در چمدان تعویضی‌اش بسته شده‌است، و نحوه معامله برای بازگشت همسر ربوده شده اش را به او یاد می‌دهد.
پس از بازدید آنها از آپارتمان میشل، اتاق هتل واکر و کاباره‌ها، معلوم می‌شود که ماده قاچاق شده مواد مخدر نیست، بلکه یک کریترون، سوئیچ الکترونیکی است که به عنوان مواد منفجره سلاح‌های هسته ای مورد استفاده قرار می‌گیرد و در یک ماکت سوغاتی مجسمه به سرقت رفته و قاچاق می‌شود. سفارت آمریکا با همکاری با نمایندگان اسرائیلی می‌خواهد دستگاه گرانبها را در دست بگیرد و آنها بدون هیچ مشکلی نمی‌گذارند که سوندرا به خاطر آن بمیرد. واکر به منظور نجات همسرش، با میشل که فقط علاقه‌مند به گرفتن چک خود است، با نیروها همکاری می‌کند.
این فیلم با رویارویی در وسط ساین، جنب ماکت عظیم آزادی در آنجا، که در آن قرار است سوندرا برای کریرتون رد و بدل شود، به پایان می‌رسد. با این حال، بین مأموران عرب که می‌خواستند این وسیله را بگیرند و مأموران اسرائیلی که دکتر و میشل را ردیابی کرده یک تیراندازی و درگیری انجام می‌شود. اعراب در اثر اصابت گلوله کشته می‌شوند و میشل نیز مورد اصابت قرار می‌گیرد، بعد از اینکه کریترون را به جیب واکر فرو برد، سوندرا در کنار او قرار گرفت. واکر خشمگین، کریترون را به مأموران اسرائیلی نشان می‌دهد و آن را به داخل رودخانه می‌اندازد. او جسد میشل را دور می‌کند و او و سوندرا پاریس را ترک می‌کنند.